# Ерёмченко, Валерий Константинович
Валерий Константинович Ерёмченко — советский и кыргызстанский зоолог, герпетолог, исследователь герпетофауны Средней Азии, автор более 50 статей, в том числе описаний 17 зоологических таксонов. В честь него названа сцинковая ящерица гологлаз Ерёмченко (Ablepharus eremchenkoi).

## Биография
Родился 27 июня 1949 г. в городе Морозовск Ростовской области СССР в семье Константина Фёдоровича и Елены Ивановны Ерёмченко. Отец служил в армии и работал на советских железных дорогах. Мать была домохозяйкой. После окончания школы В. К. Ерёмченко в 1968—1969 гг. работал слесарем газовой службы в госкомпании Фрунзегаз. В ноябре 1970 г. он стал лаборантом в лаборатории позвоночных Института биологии Академии наук Кыргызской республики. В 1972 г. он был назначен старшим лаборантом лаборатории, параллельно обучаясь в Кыргызском национальном университете. В 1973 г. Ерёмченко начал изучать экологию и морформетрическую изменчивость сцинковой ящерицы пустынного гологлаза. Результаты своей работы он изложил в докладе на четвёртой Всесоюзной герпетологической конференции в Ленинграде в 1977 г., где он также встретился с ведущими герпетологами Советского союза — И. С. Даревским и Н. Н. Щербаком. В том же году он окончил университет, получив диплом биолога и преподавателя биологии и химии.
В 1981 г. Ерёмченко поступил в аспирантуру в Институт зоологии Академии наук Украины под руководством Н. Н. Щербака. В 1984 г. он защитил кандидатскую диссертацию, посвящённую таксономии, изменчивости и распространению гологлазов, которую через два года он опубликовал в виде монографии в соавторстве со своим научным руководителем. В 1985 г. он стал старшим научным сотрудником Института биологии Академии наук Кыргызстана, а в 1988 г. — главой Зоологического музея Института.
После Распада Советского союза он решил остаться в независимом Кыргызстане. В 2004 г. из-за личного конфликта Ерёмченко был вынужден покинуть Зоологический музей и стал работать в Кыргызско-Российском Славянском университете. В связи с экономическими проблемами, в 2005 г. он также начал работать в региональном отделении немецкой природоохранной общественной организации Naturschutzbund Deutschland (NABU). Умер 14 апреля 2014 г. после нескольких лет болезни

## Вклад в науку
За свою жизнь В. К. Ерёмченко описал 17 таксонов:
- род Asymblepharus Eremchenko & Szczerbak, 1980 — сведён в синонимы рода Ablepharus;
- род Livorimica Eremchenko, 2003 — сведён в синонимы рода Sphenomorphus;
- род Kaestlea Eremchenko & Das, 2004 — сведён в синонимы рода Ablepharus;
- подрод Altiphylax Eremchenko & Szczerbak, 1984 — ранг поднят до рода;
- подрод Himalblepharus Eremchenko, 1987 — сведён в синонимы рода Ablepharus;
- подрод Dimorphea Eremchenko, 1999;
- вид Alsophylax (Altiphylax) tokobajevi Eremchenko & Szczerbak, 1984 — ныне Altiphylax tokobajevi;
- вид Ablepharus darvazi Eremchenko & Panfilov, 1990;
- вид Asymblepharus mahabharatus Eremchenko, Shah & Panfilov, 1998  — ныне Ablepharus mahabharatus;
- вид Asymblepharus nepalensis Eremchenko & Helfenberger, 1998  — ныне Ablepharus nepalensis;
- вид Cyrtopodion narynensis Eremchenko, Tsarinenko & Panfilov, 1999 — ныне Mediodactylus narynensis;
- вид Eremias kokshaaliensis Eremchenko & Panfilov, 1999;
- вид Livorimica bacboensis Eremchenko & Das, 2004 — ныне Sphenomorphus bacboensis;
- подвид Asymblepharus alaicus yakovlevae Eremchenko, 1983 — ныне Ablepharus alaicus yakovlevae;
- подвид Asymblepharus ladacensis stimsoni Eremchenko, 1992 — ныне Ablepharus ladacensis stimsoni;
- подвид Eremias multiocellata szczerbaki Eremchenko & Panfilov, 1992 — ранг поднят до вида;
- подвид Eremias velox borkini Eremchenko & Panfilov, 1999;